# Conservatorio Arrigo Pedrollo
Il conservatorio Arrigo Pedrollo di Vicenza è un istituto di Alta Formazione Musicale. Si trova in Contra' San Domenico 33 a Vicenza, nel complesso del soppresso monastero di San Domenico.

## Storia
La tradizione didattica musicale del conservatorio di Vicenza nasce nel 1867 con l'Istituto Musicale «Francesco Canneti». La naturale evoluzione è stata, nel 1969, l'istituzione del Conservatorio statale, inizialmente sezione staccata di quello di Venezia, poi diventato autonomo nel 1979 e intitolato al compositore vicentino Arrigo Pedrollo (1878-1964). Negli anni successivi si distingue per la realizzazione di progetti didattici, allora unici in Italia, quali l'istituzione dei dipartimenti di musica antica, musica elettronica e di musica indiana.

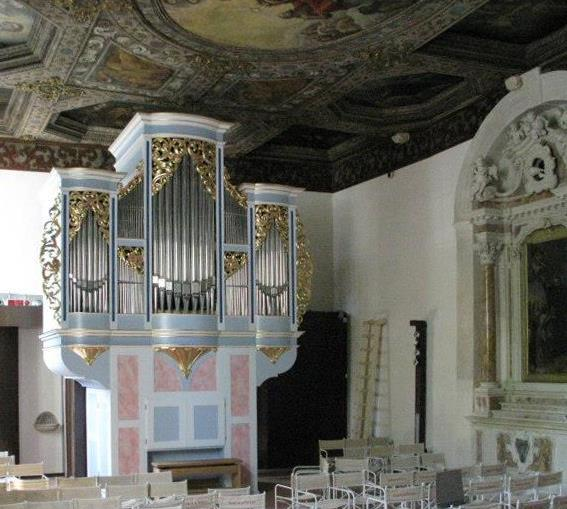
conservatorio di Vicenza, Sala San Domenico con l'organo Andrea Zeni

## Struttura
Dipartimenti:
- Musica antica
- Musica Classica e Romantica
- Musica Jazz
- Studi musicologici e composizione
- Teatro musicale

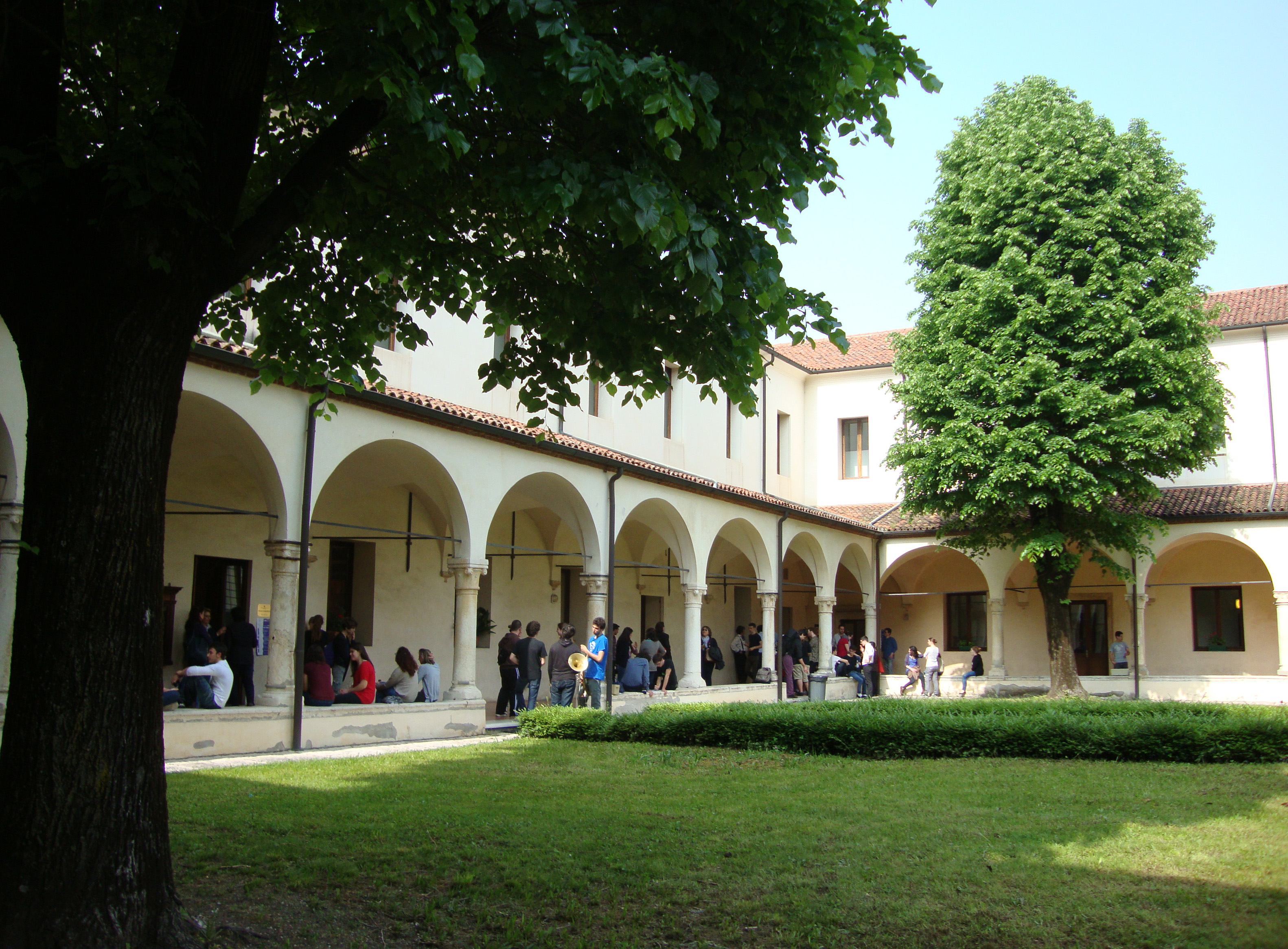
conservatorio di Vicenza: chiostro

- Dipartimento di didattica della musica e dello strumento
- Dipartimento di musica contemporanea e nuove tecnologie
- Musiche tradizionali

La sede è ospitata nel complesso del soppresso monastero di san Domenico del XIII secolo, finito di restaurare nel 1998. Dispone d'una sessantina di aule per le attività didattiche, una sala concerti, intitolata alla cantante Marcella Pobbe, una sala prove, e un auditorium all'interno della chiesetta di san Domenico, il cui restauro si concluse nel 2010. È inoltre a disposizione dell'Istituto l'auditorium «Canneti» nel poco distante palazzo del Territorio, attualmente oggetto di un restauro nel corso del quale verrà dotato di una nuova cupola ambisonica per una resa sonora all'avanguardia. Entrambi gli auditorium sono dotati di organo: nella chiesa di san Domenico è stato costruito nel 2010 da Andrea Zeni di Tesero un organo ispirato agli strumenti Gottfried Silbermann; l'auditorium «Canneti» dispone di un grande organo meccanico (2.535 canne, 34 registri, tre tastiere di 61 note, pedaliera di 32 note) costruito nel 1989 dalla ditta V. Mascioni di Cuvio 

### Biblioteca
La biblioteca del conservatorio dispone di documenti, in parte provenienti dall'Istituto filarmonico "Canneti" e altri dovuti ad acquisizioni o grazie a molteplici donazioni.

## Collaborazioni
Il conservatorio di Musica «Arrigo Pedrollo» di Vicenza è membro fondatore del Consorzio dei Conservatori del Veneto. Nel 2003 allaccia una collaborazione con l'Istituto «Magnificat» di Gerusalemme, che nel 2012 viene sancito dal ministero competente. Da allora l'Istituto «Magnificat» è considerato plesso del conservatorio di Vicenza, i diplomi ottenuti in quella sede sono quindi titoli rilasciati dal conservatorio di Vicenza. 

## Direttori
- Fiorella Benetti Brazzale
- Gastone Zotto
- Giovanni Guglielmo
- Gastone Zotto
- Enrico Anselmi
- Pierluigi Destro
- Paolo Troncon
- Enrico Pisa
- Roberto Antonello
- Stefano Lorenzetti